# Johann Eck (Politiker)
Johann Eck (* 24. Oktober 1832 in Hopferstadt; † 5. Juni 1920 ebenda) war ein deutscher Landwirt, Bürgermeister und Mitglied des Deutschen Reichstages.

## Leben
Eck besuchte die Ortsschule in Hopferstadt und wurde Landwirt. Er war langjähriger Bürgermeister von Hopferstadt und Mitglied des Distrikts-Ausschusses Ochsenfurt.
Von 1893 bis 1898 war er Mitglied des Reichstages für den Wahlkreis Unterfranken 2 (Kitzingen, Gerolzhofen, Ochsenfurt, Volkach) und die Deutsche Zentrumspartei.
In Hopferstadt gibt es eine Johann-Eck-Straße.